# Грант (округ, Вашингтон)
Грант (англ. Grant County) — округ, расположенный в штате Вашингтон. Население — 74 698 человек (2000). Административный центр — Эфрейта.

## География и климат
Округ занимает площадь 7229 км², из которых 285 км² приходится на воду.

### Водные ресурсы
- Река Колумбия
- Озеро Мозес (Moses Lake)

### Автомагистрали
- Interstate 90
- US Route 2
- State Route 17
- State Route 28

### Прилегающие округа
- Дуглас, штат Вашингтон — на севере
- Оканоган, штат Вашингтон — на северо-востоке
- Адамс, штат Вашингтон — на востоке
- Линкольн, штат Вашингтон — на востоке
- Франклин, штат Вашингтон — на юго-востоке
- Бентон, штат Вашингтон — на юге
- Якима, штат Вашингтон — на юго-западе
- Киттитас, штат Вашингтон — на западе

### Особо охраняемые природные территории
- Колумбийский национальный заповедник
- Ханфордский национальный памятник
- Озеро Рузвельт — Национальная зона отдыха
- Садл — горный национальный заповедник

## Демография
По итогам переписи населения 2000 года, в округе проживало 74698 человек, 25204 домашних хозяйства и 18676 семей. Плотность населения 28 человек на квадратную милю (11 чел./км²). В округе находилось 29081 единиц жилья при средней плотности 11 единиц жилья на квадратную милю (4 единицы на км²). Расовый состав населения округа — 76,54 % белых, 0,9 % афроамериканцев, 1,16 % коренных американцев, 0,87 % азиатов, 0,07 % жителей тихоокеанских островов. Испаноязычные или жители латиноамериканского происхождения составляют 30,09 % от общей численности населения.
В округе 25204 домашних хозяйств, из них 39,9 % имели детей в возрасте до 18 лет, 59,3 % — состояли в браке и жили совместно, 9,8 % — женщины-одиночки, а 25,9 % — не имели семей. 20,2 % всех домохозяйств состоят из одного человека, 7,3 % — лица старше 65 лет, живущие в одиночку. Средний размер домохозяйства — 2,92 человека, а средний размер семьи — 3,38 человека.
Возрастной состав населения города — 32 % жителей в возрасте до 18 лет, 9,8 % — от 18 по 24, 27 % — от 25 до 44 лет, 19,7 % — от 45 до 64 лет и 11,5 % — 65 лет и старше. Средний возраст составил 31 год. На каждые 100 женщин приходилось 104,5 мужчины. На каждые 100 женщин возрастом старше 18 лет приходилось 103,4 мужчины.
Среднегодовой доход домашних хозяйств в городе составил $ 35276, а среднегодовой доход семей — $ 38938. У мужчин среднегодовой доход составляет $ 32414 против $ 24310 для женщин. Среднегодовой доход на душу населения в городе составил $ 15037. 13,1 % семей и 17,4 % населения находились ниже черты бедности, в том числе 22,3 % — лица в возрасте до 18 лет и 9,4 % — лица старше 65 лет.